# Per Åhlin
Per Åhlin (né le 7 août 1931 à Hofors, dans le comté de Gävleborg, et mort le 1er mai 2023 à Malmö) est un réalisateur de dessins animés et films d'animation suédois. Il est connu tant pour ses collaborations avec le duo comique suédois Hasse et Tage que pour ses propres réalisations, dont le film d'animation Voyage à Melonia sorti en 1989.

## Biographie
Per Åhlin commence sa carrière en collaborant aux productions cinématographiques du duo comique suédois Hasse et Tage, dont il réalise les séquences animées. Il est notamment le coréalisateur, avec Tage Danielsson, du film I huvudet på en gammal gubbe sorti en 1968, dont il a signé toutes les séquences animées et qui est considéré comme le premier long métrage d'animation suédois. Il a également collaboré à Svenska bilder, premier film du duo comique sorti en 1964, L'Homme qui a renoncé au tabac sorti en 1972, Ägget är löst! sorti en 1975, Les Folles Aventures de Picasso sorti en 1978.
Il fonde en 1967 la société de production de films d'animation PennFilm Studio AB (sv) qui produira, entre autres, l'ensemble de ses réalisations.

## Filmographie partielle

### Cinéma
- 1968 : I huvudet på en gammal gubbe
- 1974 : Dunderklumpen
- 1975 : Ägget är löst!
- 1978 : Les Folles Aventures de Picasso
- 1989 : Voyage à Melonia
- 2000 : Hundhotellet – En mystisk historia
- 2013 : Emil och Ida i Lönneberga

### Télévision
- 1979-1994 : Alfie Atkins (série télévisée)